# Cebola roxa

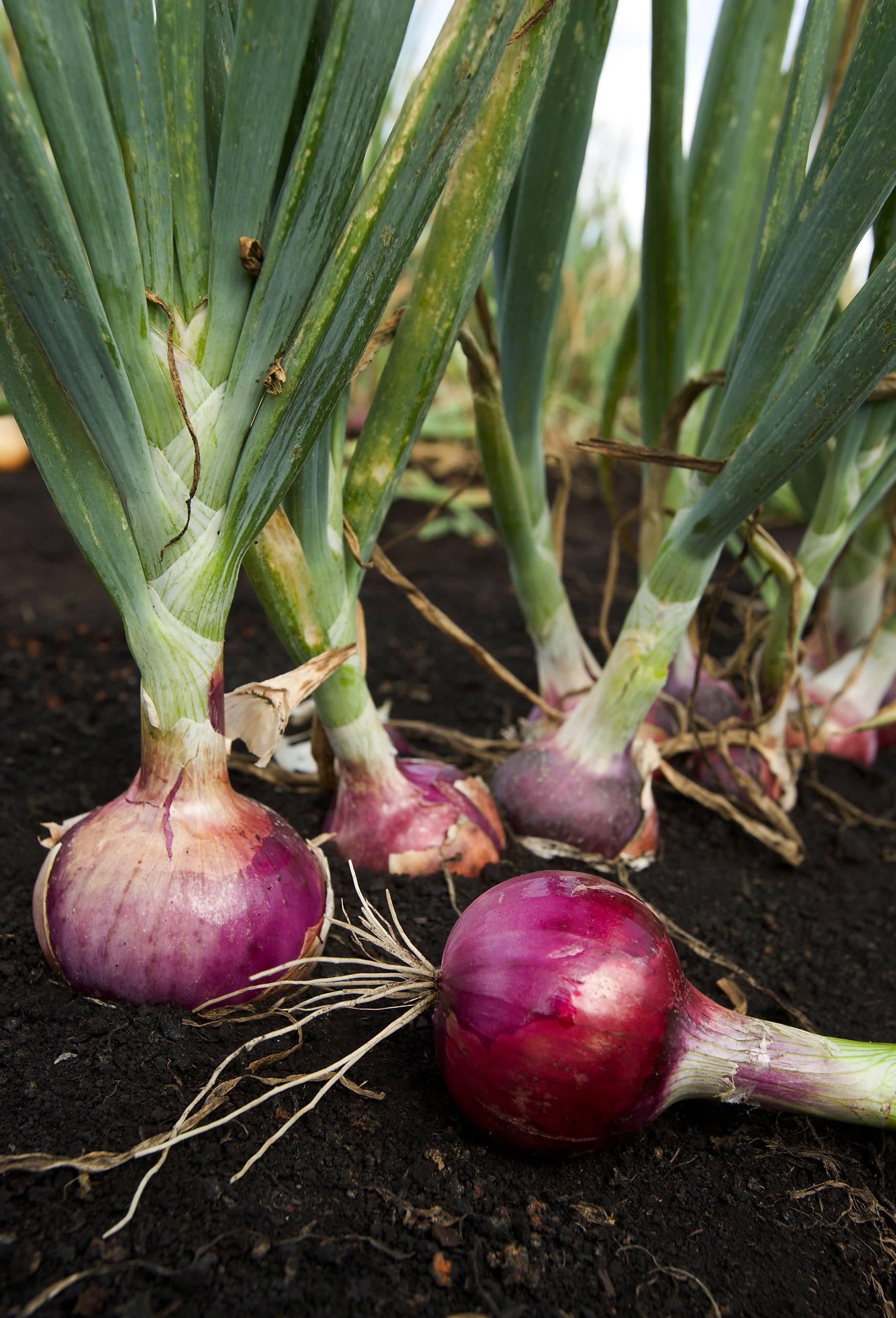
Cebolas roxas

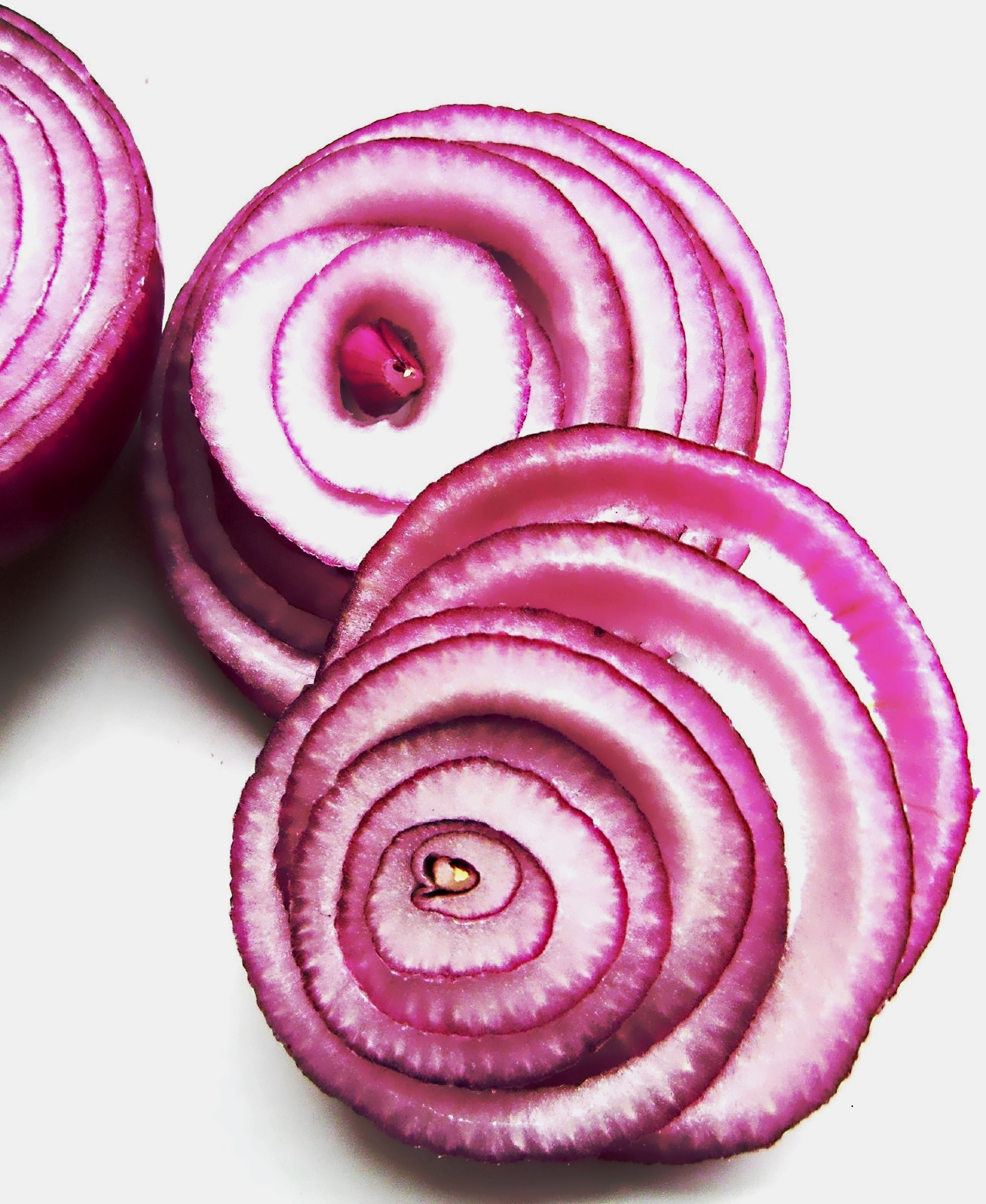
Cebolas roxas picadas

As cebolas roxas são cultivares da cebola (Allium cepa), e possuem casca de cor púrpura-avermelhada e polpa branca com tonalidade avermelhada. Elas são mais comumente usadas na culinária, mas a casca também tem sido utilizada como corante.
As cebolas roxas tendem a ser de tamanho médio a grande e têm um sabor mais adocicado do que as cebolas brancas ou amarelas devido aos baixos níveis de ácido pirúvico e compostos de enxofre. Elas são frequentemente consumidas cruas (e podem ser adicionadas a saladas para dar cor e sabor), grelhadas ou levemente cozidas com outros alimentos. As cebolas roxas estão disponíveis durante todo o ano e são ricas em flavonoides e fibras (em comparação com as cebolas brancas e amarelas). A cebola roxa cortada pode ser deixada de molho em água fria por um período de tempo, e a água pode ser descartada, resultando em menor ardência e pungência.